# Compagni di merende

Mario Vanni, uno dei "compagni di merende" al centro del processo sul Mostro di Firenze, e originatore della frase, 1997

Compagni di merende è un'espressione originata dalla deposizione del teste Mario Vanni (successivamente imputato) al processo per gli omicidi attribuiti al mostro di Firenze.

## Storia
L'espressione è classificabile come frase d'autore originata dalle parole di Mario Vanni nelle testimonianze da lui rese durante i processi di primo grado e di appello, che vedevano imputato Pietro Pacciani come responsabile dei delitti di otto coppie di giovani tra il 1968 e il 1985. Interrogato in qualità di amico dell'imputato, mentre il pubblico ministero gli poneva una domanda iniziale sulla sua attuale occupazione, Vanni esordiva dicendo di aver fatto delle merende con Pacciani:
e che non sapeva riferire nient'altro. La reticenza di Vanni assunse toni esasperati quando, interrogato ancora con domande specifiche su alcuni avvenimenti che lo riguardavano personalmente, continuava a riferire solamente di aver fatto delle merende. Mario Vanni venne successivamente accusato e condannato assieme a Giancarlo Lotti come complice di Pacciani nei delitti del mostro, a seguito dei processi ai «compagni di merende» (così come furono indicati dalla stampa).

## Influenza culturale
Per traslato la frase ha assunto un tono ironico: nell'italiano colloquiale vengono chiamati "compagni di merende" persone unite da complicità nel tramare segretamente qualcosa alle spalle di qualcuno o che siano legate da un rapporto limaccioso o comunque poco onesto.
Nel 1996 l'espressione fu usata da Filippo Mancuso, ministro di grazia e giustizia del Governo Dini, poi sfiduciato dal Parlamento, in riferimento allo stesso Lamberto Dini e all'allora Presidente della Repubblica Oscar Luigi Scalfaro.
Nel 2009 la Corte di cassazione si è espressa sulla liceità del ricorso alla locuzione nella dialettica e nella polemica politica, definendo non punibile e non lesivo, ma ammesso nel legittimo diritto di critica, l'utilizzo dell'espressione "compagni di merende", da parte del politico siciliano Giovanni Mauro, rivolta ad avversari politici accusati di cospirare e agire segretamente con attività illecite.